# さぬき市立長尾中学校
さぬき市立長尾中学校（さぬきしりつ ながおちゅうがっこう）は、香川県さぬき市長尾東にある公立中学校。

## 沿革
- 1947年4月 - 長尾町立長尾中学校として開校。本校は長尾小学校に、前山分校は前山小学校に併設されていた。
- 1947年9月 - 前山分校を本校に合併。
- 1962年
  - 4月 - 長尾町立多和中学校と統合。
  - 7月6日 - 校長が乗っていたバスの交通事故に巻き込まれて死亡[1]。
- 2002年4月 - 現校名に改称。

## 校区
ガッコムのウェブページを参考（2015年3月現在）。
- 旧長尾町全域

## 教育目標
- 自ら学び、心豊かでたくましく、ともに生きる生徒の育成

## 部活動

### 運動部
- ソフトテニス部
- サッカー部
- バスケットボール部
- 卓球部
- バレーボール部
- 野球部
- 柔道部
- 剣道部
- 帰宅部

### 文化部
- 吹奏楽部
- 美術部

## 校区内の主な施設
- 工作室
- 音楽室
- 理科室（２部屋）
- 体育館
- 武道場
- 図書館
- 配食室
- 美術室
- PC室
- 保健室
- 社会科資料室
- クラブハウス（部室棟）
- 校内農園
- 中庭（島の子広場）
- 倉庫
- 家庭科室（被服室）

## 主な学校行事
- 修学旅行
- 運動会
- 音楽祭
- 宿泊学習

## 通学区域が隣接している学校
- 東かがわ市立白鳥小中学校
- さぬき市立さぬき南中学校
- さぬき市立志度中学校
- 三木町立三木中学校
- 徳島県美馬市立江原中学校